# Perception (serie televisiva)
Perception è una serie televisiva statunitense creata da Kenneth Biller e Mike Sussman, trasmessa in prima visione assoluta sul canale televisivo TNT dal 2012 al 2015 per tre stagioni.
In Italia viene trasmessa in prima visione a pagamento da Fox dal 28 novembre 2012, e in chiaro da Rai 3 dal 3 luglio 2014.

## Trama
Il dottor Daniel Pierce è un eccentrico e talentuoso neuroscienziato schizofrenico che viene contattato dall'FBI per delle consulenze su alcuni dei loro casi più complessi. Ad aiutarlo nelle indagini saranno l'agente speciale Kate Moretti, una sua ex allieva che lo ha contattato per collaborare col Bureau, il suo assistente Max Lewicki e la sua migliore amica Natalie Vincent la quale si presenta a lui sotto forma di allucinazione; sono proprio le sue percezioni/allucinazioni a dargli la chiave per risolvere i casi.

## Episodi
| Stagione         | Episodi | Prima TV USA | Prima TV Italia |
| ---------------- | ------- | ------------ | --------------- |
| Prima stagione   | 10      | 2012         | 2012-2013       |
| Seconda stagione | 14      | 2013-2014    | 2013-2014       |
| Terza stagione   | 15      | 2014-2015    | 2014-2015       |

## Personaggi e interpreti

### Personaggi principali
- Dottor Daniel Pierce (stagioni 1-3), interpretato da Eric McCormack, doppiato da Francesco Prando.
Protagonista della serie, è un neuroscienziato e professore universitario quarantasettenne che viene reclutato dall'FBI per aiutare gli agenti a risolvere i loro casi più complessi. Il suo interesse verso le neuroscienze deriva da schizofrenia e paranoia, malattie di cui soffre dall'età di 22 anni
- Kate Moretti (stagioni 1-3), interpretata da Rachael Leigh Cook, doppiata da Ilaria Stagni.
Ex alunna del dottor Pierce, è l'agente dell'FBI che lo ha arruolato.
- Natalie Vincent (stagioni 1-3), interpretata da Kelly Rowan, doppiata da Alessandra Korompay.
È un'amica immaginaria del dottor Pierce, che lo aiuta a risolvere i casi fornendogli informazioni utili.
- Max Lewicki (stagioni 1-3), interpretato da Arjay Smith, doppiato da David Chevalier.
Assistente del dottor Pierce, lo aiuta a distinguere le persone reali da quelle immaginarie create dalla sua schizofrenia.
- Paul Haley (stagioni 2-3, ricorrente 1), interpretato da LeVar Burton, doppiato da Massimo Rossi.
È il rettore dell'università in cui lavora Pierce.

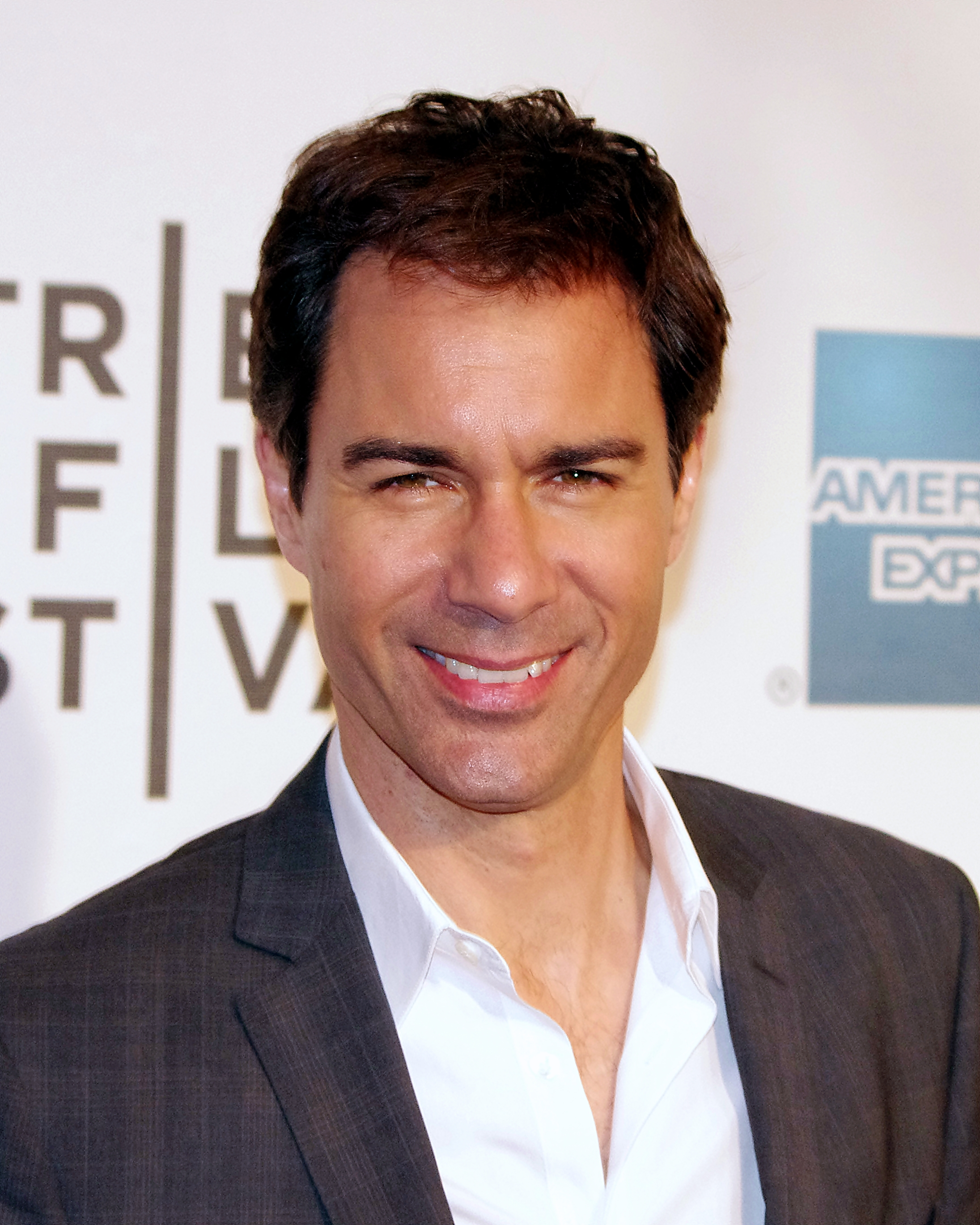
Eric McCormack interpreta il dottor. Daniel Pierce
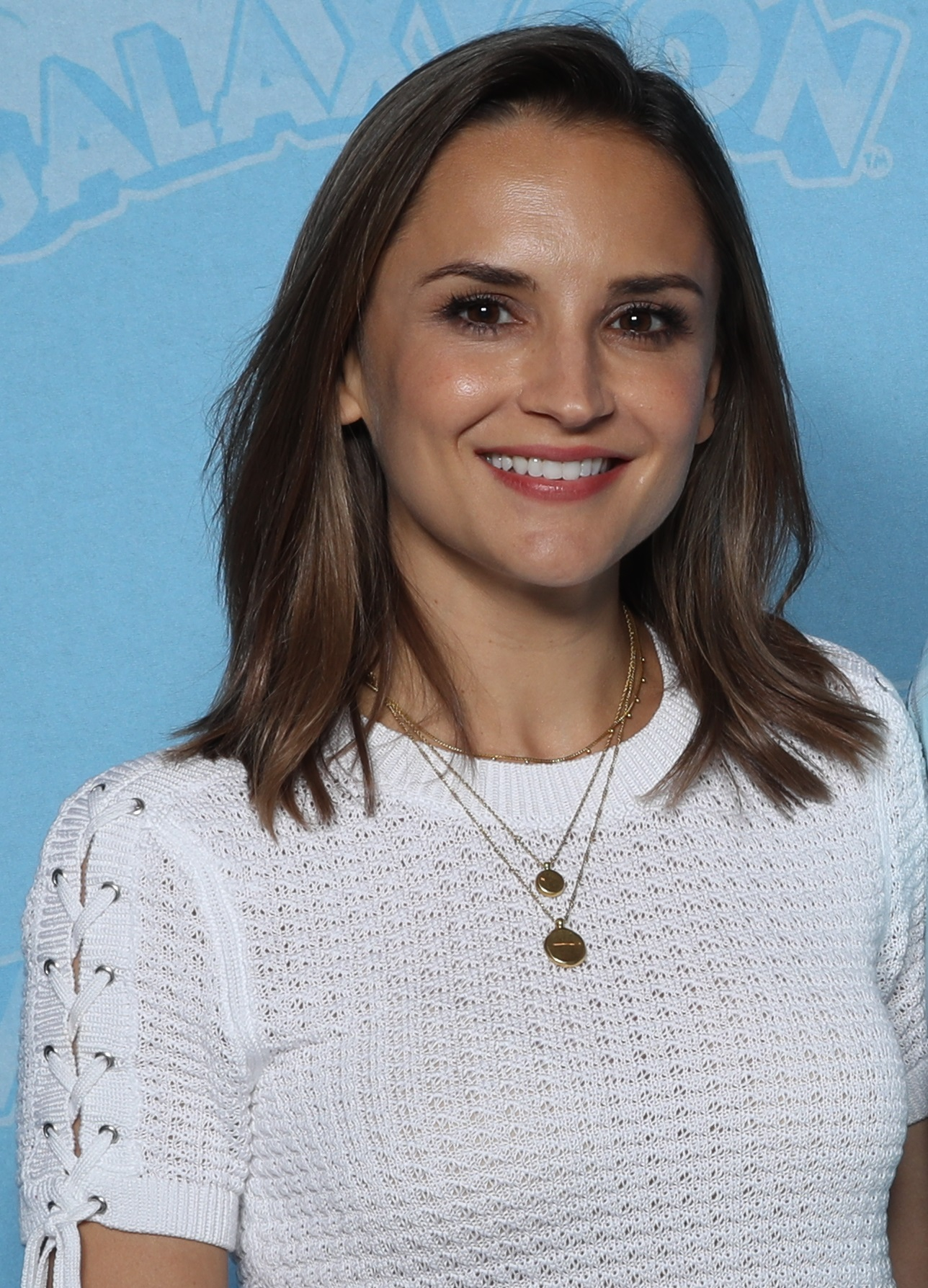
Rachael Leigh Cook interpreta Kate Moretti
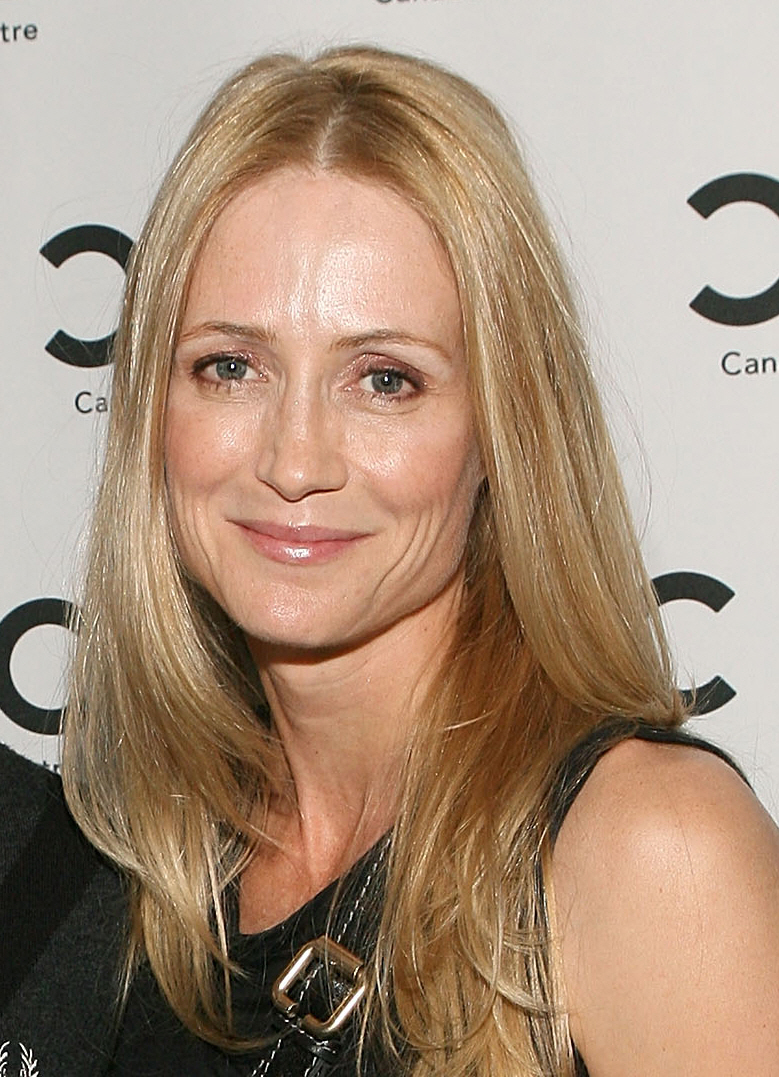
Kelly Rowan interpreta Natalie Vincent e Caroline Newsome
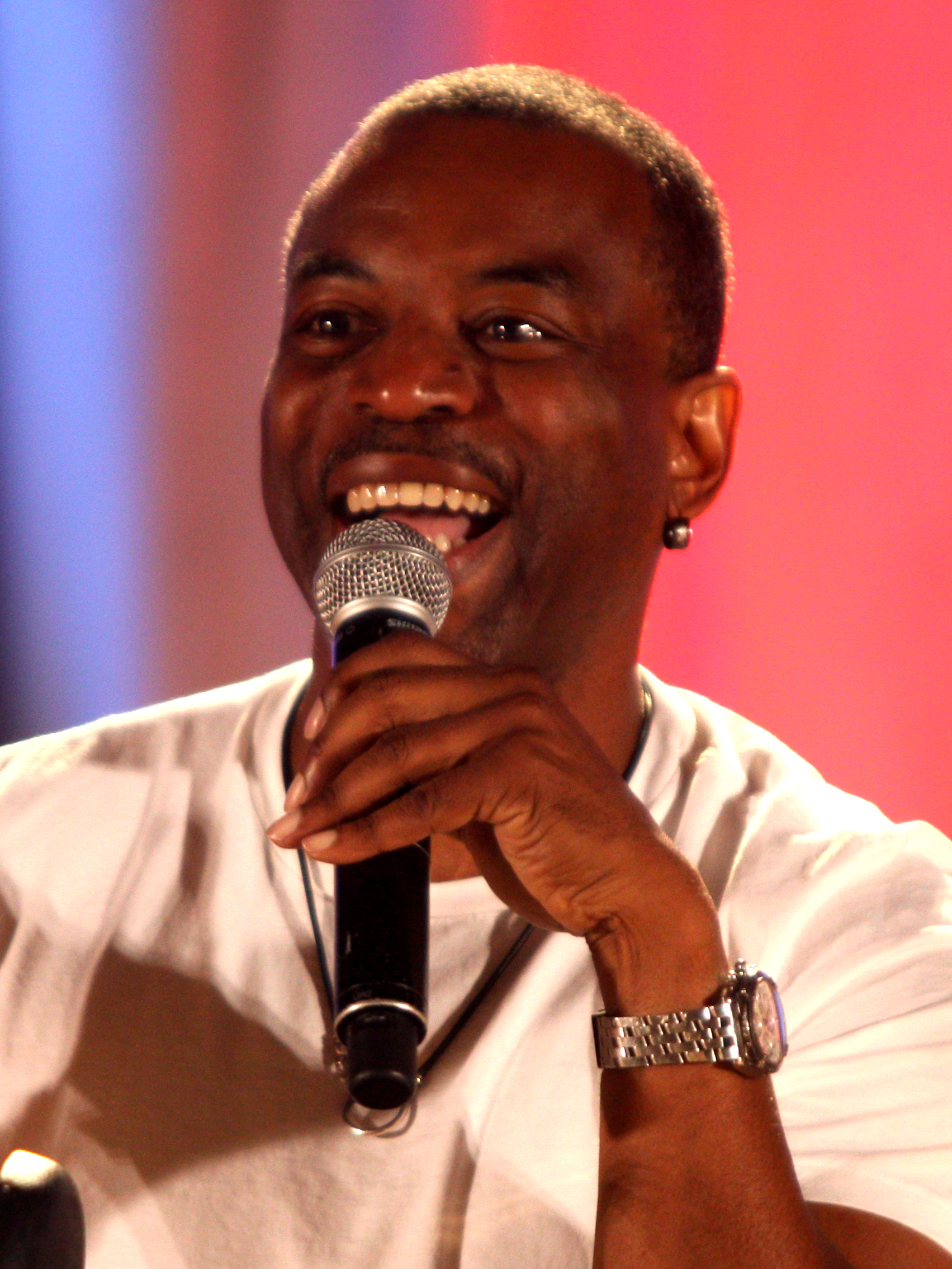
LeVar Burton interpreta Paul Haley

### Personaggi secondari
- Agente Roger Probert, interpretato da Jonathan Scarfe, doppiato da Christian Iansante.
Partner di Kate nell'FBI, solitamente prende in giro il dottor Pierce tramite velate battutine.
- Dottor Michael Hathaway, interpretato da Jamie Bamber, doppiato da Massimiliano Manfredi.
È un nuovo professore che cattura l'attenzione di Kate Moretti e di cui Daniel ha poco rispetto.
- Dottoressa Caroline Newsome, interpretata da Kelly Rowan, doppiata da Alessandra Korompay.
È la psichiatra del dottor Pierce. È la donna le cui sembianze il dottor Pierce attribuisce a Natalie.
- Donald "Donnie" Ryan (stagioni 2-3), interpretato da Scott Wolf, doppiato da Giorgio Borghetti.
Ex marito di Kate, l'ha tradita con la sua migliore amica. Si è recentemente trasferito a Chicago, nel tentativo di ristabilire la sua relazione con Kate.

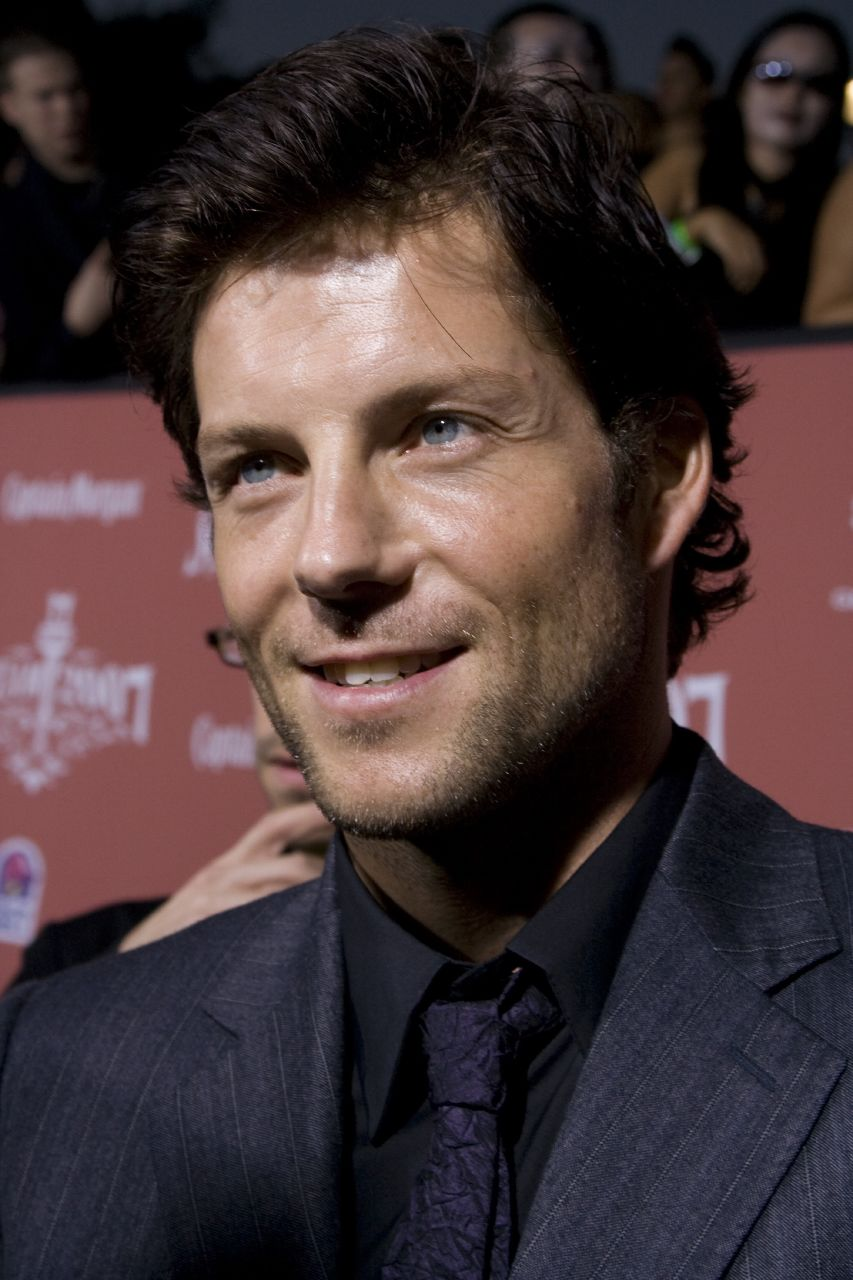
Jamie Bamber interpreta il dottor Michael Hathaway
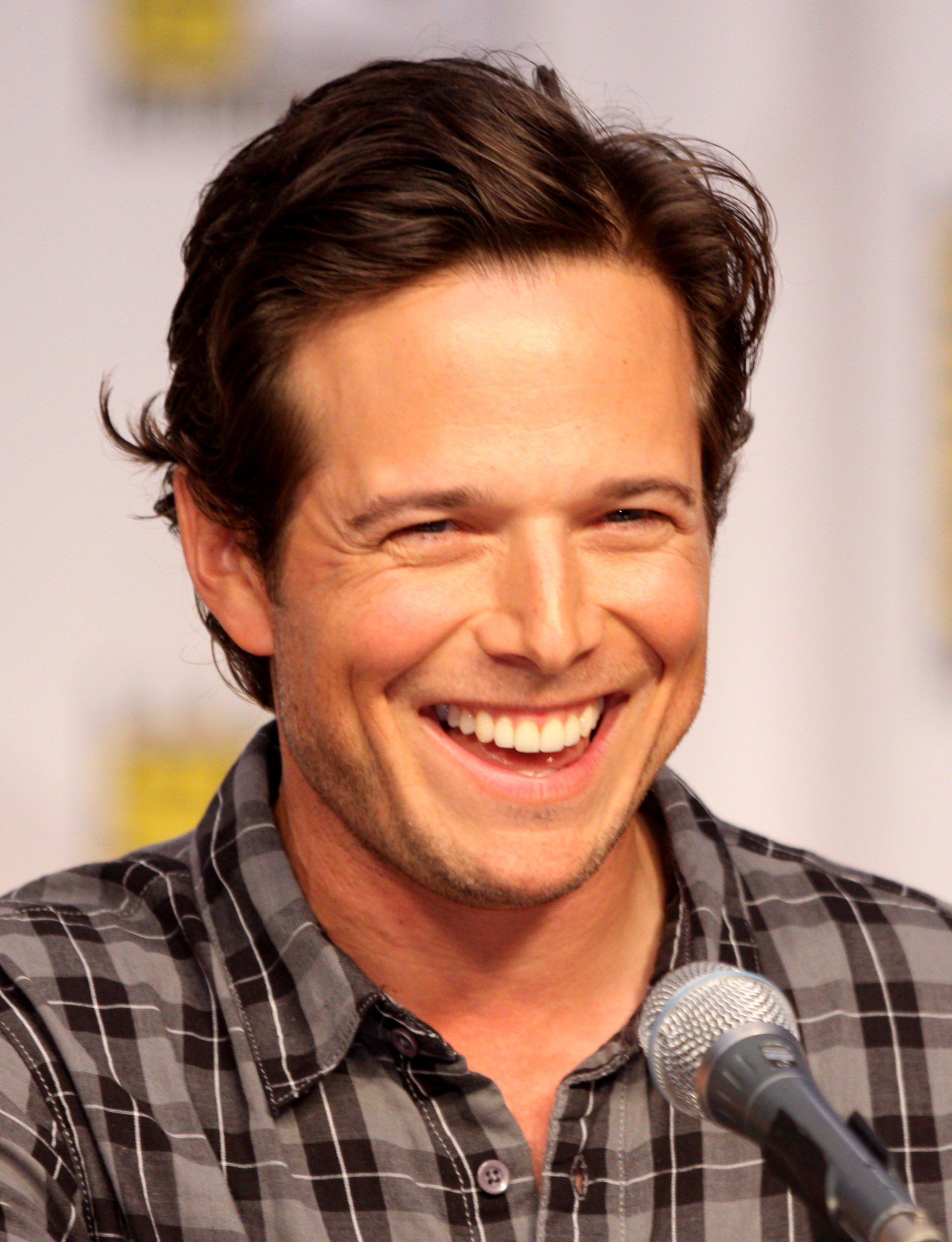
Scott Wolf interpreta Donald "Donnie" Ryan

## Produzione
Il progetto della serie televisiva iniziò nel corso del 2009, quando Kenneth Biller e Mike Sussman proposero alla TNT di sviluppare una serie creata da loro dal titolo Proof. L'8 settembre 2010, dopo essere stata in sviluppo per oltre un anno e aver cambiato il titolo in Perception, la rete televisiva ordinò la creazione dell'episodio pilota, che fu scritto da Biller e Sussman e diretto da Alan Poul.
Nel mese di ottobre 2010 iniziò il casting della serie. Il primo attore ad unirsi al cast fu Eric McCormack, nel ruolo del dottor Geoffrey Pierce (successivamente ribattezzato Daniel Pierce), protagonista della serie. Nel novembre dello stesso anno vennero aggiunti al cast fisso anche gli attori Arjay Smith e Rachael Leigh Cook rispettivamente nei ruoli dell'assistente del dottor Pierce, Max Lewicki e di Kate Rossi (successivamente ribattezzata Kate Moretti), agente dell'FBI ed ex-alunna di Pierce. Il 2 dicembre 2010 venne infine scritturata anche l'attrice Kelly Rowan, nel ruolo della migliore amica del dottor Pierce Natalie Vincent, completando così il cast principale.
Il 22 marzo 2011  TNT ordinò la creazione di una stagione completa della serie composta da dieci episodi, andata in onda dal 9 luglio al 17 settembre 2012. Le riprese dei nove episodi aggiuntivi iniziarono nell'agosto del 2011. Sempre nello stesso mese venne inoltre annunciato che gli attori LeVar Burton e Jamie Bamber erano entrati a far parte del cast della serie nei ruoli ricorrenti del rettore Paul Haley e del dottor Michael Hathaway.
Grazie ai buoni ascolti registrati durante la prima stagione, il 17 agosto 2012 TNT rinnovò la serie per una seconda stagione composta da tredici episodi, in onda a partire dal 25 giugno 2013. Il 1º maggio 2013 la rete ordinò la creazione di una sceneggiatura aggiuntiva della serie, portando così l'ordine totale per la seconda stagione a quattordici episodi. Il successivo 15 agosto la serie venne inoltre rinnovata anche per una terza stagione composta da quindici episodi, che furono trasmessi durante l'estate del 2014.
Il 13 novembre 2014 la serie è stata cancellata da TNT, concludendosi con la messa in onda degli ultimi cinque episodi della terza stagione, nel febbraio del 2015.